# ایست لوپز (تگزاس)
ایست لوپز (به انگلیسی: East Lopez) یک منطقهٔ مسکونی در ایالات متحده آمریکا است که در تگزاس واقع شده‌است. ایست لوپز ۱۶۶ نفر جمعیت دارد.